# Dérbi de Dublin
O Dublin derby é o confronto entre Bohemian e Shamrock Rovers, ambos os clubes de Dublin, Irlanda. É considerada a maior rivalidade da capital do país.

## História
O primeiro jogo disputado entre os dois lados foi uma partida da Leinster Senior Cup num sábado,no dia 9 de janeiro de 1915. O jogo, disputado em Dalymount Park, terminou por 3 a 0 para os Bohemians. O Shamrock Rovers conquistou sua primeira vitória sobre os boêmios ao derrotá-los na semifinal da Copa FAI em 1921-1922 . Em 1945, os dois clubes disputaram a final da FAI Cup diante de um público recorde de quase 45.000 pessoas, com os Rovers vencendo o jogo por 1-0. Em 1969, o Bohemian abandonaram seu valores amadores em favor do profissionalismo. O sucesso subsequente alcançado pelo clube e o fim do FC Drumcondra, posicionou-o como o principal clube do Northside de Dublin. Desde então, a rivalidade relativamente menor que existia entre Shamrock Rovers e Bohemians se tornou uma rivalidade clássica , produzindo jogos intensos e grandes assistências.
Embora tenha havido muitos exemplos ao longo dos anos da importância da rivalidade para os torcedores de cada clube, um dos incidentes mais recentes dignos de nota foi a contratação de Tony Grant e James Keddy ambas feitas pelo Bohemians vindos do Shamrock Rovers, o que levou a uma cabeça de porco sendo jogado em campo durante seu primeiro jogo de ambos os jogadores contra seu antigo clube, em um gesto dirigido a Grant em particular.  O incidente foi um dos muitos que alcançou as primeiras páginas dos jornais irlandeses, particularmente nos últimos dez a quinze anos e permaneceu um tópico de humor entre a mídia por semanas depois. Em contraste, alguns dos incidentes mais sombrios dos últimos tempos foram a profanação do monumento que comemora a antiga casa dos Shamrock Rovers, Glenmalure Park, e dois casos de problemas com a multidão em Dalymount Park em 2000 e Richmond Park em 2003, com o último resultando na expulsão do Rovers do bairro de Inchicore. Embora a violência no local seja cada vez mais esporádica, uma grande presença de Guarda Siochána permanece comum. Em 2016, durante um 4-0 fora de casa para o Rovers, os fãs de ambos os lados invadiram o campo, uma luta foi relatada com a intervenção da unidade da Garda Public Order.
Os jogos de Rovers e Bohs atraíram multidões relativamente grandes nas décadas de 1980 e 1990, incluindo dois jogos da FAI Cup na temporada 1993-94, que vieram mais de 10.000 pessoas em cada um, mas o público no jogo geralmente seguiu a mesma tendência de queda do resto do jogos da Liga nos últimos quarenta anos. Uma queda significativa ocorreu durante a segunda metade da década anterior como resultado de Shamrock Rovers jogar suas partidas em Tolka Park, Richmond Park e Dalymount Park e o clube ter uma média de público de pouco mais de 1.000 durante esses anos. O público aumentou em 2009, em grande parte devido à mudança do Rovers para o Tallaght Stadium e ao status de Bohs como campeão da Liga da Irlanda, com o comparecimento em um jogo dobrando o encontro anterior.

## Cultura
Os clubes são originários de diferentes lados da cidade. Bohemians foram fundadas na Northside de Dublin em Phibsboro e aí permaneceram desde então, enquanto Shamrock Rovers foram fundados em Ringsend, na Southside. Eles jogaram no Northside por uma proporção significativa de seus anos sem-teto, mas passaram a maior parte de sua história no Southside, aparentemente movendo-se ao longo do Rio Dodder. Ambos os clubes obtêm, naturalmente, a maior parte do apoio do lado da cidade em que são nativos, mas mantêm uma minoria significativa de apoio proveniente do resto de Dublin. Ambos os clubes também compartilham rivalidades menos significativas com outros clubes de Dublin, Shelbourne e o St. Patrick.

## Resultados

### Liga
| Temporada | Data                    | Time da casa    | Resultado | Time visitante  | Estádio          | Público |
| --------- | ----------------------- | --------------- | --------- | --------------- | ---------------- | ------- |
| 1998/99   | 2 de outubro de 1998    | Shamrock Rovers | 3 – 0     | Bohemians       | Tolka Park       |         |
| 1998/99   | 27 de dezembro de 1998  | Bohemians       | 1 – 1     | Shamrock Rovers | Dalymount Park   |         |
| 1998/99   | 26 de março de 1999     | Shamrock Rovers | 1 – 1     | Bohemians       | Tolka Park       |         |
| 1999/2000 | 19 de setembro de 1999  | Bohemians       | 1 – 3     | Shamrock Rovers | Dalymount Park   |         |
| 1999/2000 | 4 de dezembro de 1999   | Shamrock Rovers | 0 – 1     | Bohemians       | Tolka Park       |         |
| 1999/2000 | 9 de março de 2000      | Bohemians       | 0 – 0     | Shamrock Rovers | Dalymount Park   |         |
| 2000/01   | 14 de agosto de 2000    | Shamrock Rovers | 0 – 0     | Bohemians       | Tolka Park       |         |
| 2000/01   | 3 de novembro de 2000   | Bohemians       | 0 – 1     | Shamrock Rovers | Dalymount Park   |         |
| 2000/01   | 28 de janeiro de 2001   | Shamrock Rovers | 4 – 6     | Bohemians       | Morton Stadium   |         |
| 2001/02   | 7 de setembro de 2001   | Bohemians       | 0 – 1     | Shamrock Rovers | Dalymount Park   |         |
| 2001/02   | 9 de novembro de 2001   | Shamrock Rovers | 1 – 0     | Bohemians       | Richmond Park    |         |
| 2001/02   | 15 de fevereiro de 2002 | Bohemians       | 1 – 1     | Shamrock Rovers | Dalymount Park   |         |
| 2002/03   | 2 de agosto de 2002     | Bohemians       | 3 – 2     | Shamrock Rovers | Dalymount Park   |         |
| 2002/03   | 20 de outubro de 2002   | Shamrock Rovers | 1 – 1     | Bohemians       | Tolka Park       |         |
| 2002/03   | 13 de dezembro de 2002  | Bohemians       | 3 – 2     | Shamrock Rovers | Dalymount Park   |         |
| 2003      | 27 de abril de 2003     | Bohemians       | 1 – 1     | Shamrock Rovers | Dalymount Park   |         |
| 2003      | 1 de setembro de 2003   | Shamrock Rovers | 1 – 2     | Bohemians       | Richmond Park    |         |
| 2003      | 22 de setembro de 2003  | Bohemians       | 2 – 1     | Shamrock Rovers | Dalymount Park   |         |
| 2003      | 24 de outubro de 2003   | Shamrock Rovers | 0 – 0     | Bohemians       | Tolka Park       |         |
| 2004      | 16 de abril de 2004     | Bohemians       | 2 – 2     | Shamrock Rovers | Dalymount Park   |         |
| 2004      | 12 de junho de 2004     | Shamrock Rovers | 2 – 1     | Bohemians       | Dalymount Park   |         |
| 2004      | 27 de agosto de 2004    | Bohemians       | 3 – 2     | Shamrock Rovers | Dalymount Park   |         |
| 2004      | 5 de novembro de 2004   | Shamrock Rovers | 0 – 1     | Bohemians       | Tolka Park       |         |
| 2005      | 18 de março de 2005     | Bohemians       | 1 – 1     | Shamrock Rovers | Dalymount Park   |         |
| 2005      | 3 de junho de 2005      | Shamrock Rovers | 1 – 2     | Bohemians       | Dalymount Park   |         |
| 2005      | 2 de setembro de 2005   | Bohemians       | 1 – 3     | Shamrock Rovers | Dalymount Park   |         |
| 2007      | 3 de abril de 2007      | Bohemians       | 2 – 1     | Shamrock Rovers | Dalymount Park   |         |
| 2007      | 29 de junho de 2007     | Shamrock Rovers | 1 – 1     | Bohemians       | Tolka Park       |         |
| 2007      | 17 de setembro de 2007  | Bohemians       | 0 – 2     | Shamrock Rovers | Dalymount Park   |         |
| 2008      | 4 de abril de 2008      | Shamrock Rovers | 0 – 1     | Bohemians       | Tolka Park       |         |
| 2008      | 5 de agosto de 2008     | Bohemians       | 2 – 1     | Shamrock Rovers | Dalymount Park   |         |
| 2008      | 26 de setembro de 2008  | Shamrock Rovers | 1 – 2     | Bohemians       | Tolka Park       |         |
| 2009      | 20 de março de 2009     | Bohemians       | 2 – 0     | Shamrock Rovers | Dalymount Park   |         |
| 2009      | 16 de maio de 2009      | Shamrock Rovers | 2 – 1     | Bohemians       | Tallaght Stadium |         |
| 2009      | 26 de julho de 2009     | Bohemians       | 0 – 0     | Shamrock Rovers | Dalymount Park   |         |
| 2009      | 2 de outubro de 2009    | Shamrock Rovers | 1 – 0     | Bohemians       | Tallaght Stadium |         |
| 2010      | 9 de abril de 2010      | Shamrock Rovers | 1 – 0     | Bohemians       | Tallaght Stadium |         |
| 2010      | 29 de maio de 2010      | Bohemians       | 0 – 0     | Shamrock Rovers | Dalymount Park   |         |
| 2010      | 8 de agosto de 2010     | Shamrock Rovers | 3 – 0     | Bohemians       | Tallaght Stadium |         |
| 2010      | 5 de outubro de 2010    | Bohemians       | 1 – 0     | Shamrock Rovers | Dalymount Park   |         |
| 2011      | 15 de abril de 2011     | Bohemians       | 1 – 1     | Shamrock Rovers | Dalymount Park   | 3.200   |
| 2011      | 30 de maio de 2011      | Shamrock Rovers | 1 – 0     | Bohemians       | Tallaght Stadium |         |
| 2011      | 5 de agosto de 2011     | Bohemians       | 0 – 1     | Shamrock Rovers | Dalymount Park   | 2.784   |
| 2011      | 5 de outubro de 2011    | Shamrock Rovers | 1 – 1     | Bohemians       | Tallaght Stadium | 4.082   |
| 2012      | 30 de março de 2012     | Shamrock Rovers | 2 – 0     | Bohemians       | Tallaght Stadium | 4.600   |
| 2012      | 29 de junho de 2012     | Bohemians       | 4 – 0     | Shamrock Rovers | Dalymount Park   | 4.000   |
| 2012      | 10 de setembro de 2012  | Shamrock Rovers | 0 – 1     | Bohemians       | Tallaght Stadium | 3.500   |
| 2013      | 19 de março de 2013     | Bohemians       | 0 – 0     | Shamrock Rovers | Dalymount Park   | 2.785   |
| 2013      | 17 de maio de 2013      | Shamrock Rovers | 1 – 1     | Bohemians       | Tallaght Stadium | 3.800   |
| 2013      | 16 de agosto de 2013    | Bohemians       | 1 – 0     | Shamrock Rovers | Dalymount Park   | 2.761   |
| 2014      | 21 de março de 2014     | Bohemians       | 1 – 3     | Shamrock Rovers | Dalymount Park   | 5.000   |
| 2014      | 23 de maio de 2014      | Shamrock Rovers | 0 – 0     | Bohemians       | Tallaght Stadium | 3.500   |
| 2014      | 23 de setembro de 2014  | Bohemians       | 1 – 1     | Shamrock Rovers | Dalymount Park   | 2.296   |
| 2015      | 27 de março de 2015     | Shamrock Rovers | 0 – 0     | Bohemians       | Tallaght Stadium | 4.500   |
| 2015      | 13 de junho de 2015     | Bohemians       | 3 – 1     | Shamrock Rovers | Dalymount Park   | 3.385   |
| 2015      | 5 de setembro de 2015   | Shamrock Rovers | 1 – 1     | Bohemians       | Tallaght Stadium | 3.000   |
| 2016      | 15 de abril de 2016     | Bohemians       | 0 – 4     | Shamrock Rovers | Dalymount Park   | 3.627   |
| 2016      | 15 de julho de 2016     | Shamrock Rovers | 3 – 1     | Bohemians       | Tallaght Stadium | 3.000   |
| 2016      | 7 de outubro de 2016    | Bohemians       | 1 – 0     | Shamrock Rovers | Dalymount Park   | 3.500   |
| 2017      | 3 de março de 2017      | Shamrock Rovers | 2 – 1     | Bohemians       | Tallaght Stadium | 5.220   |
| 2017      | 12 de maio de 2017      | Bohemians       | 0 – 2     | Shamrock Rovers | Dalymount Park   | 3.622   |
| 2017      | 28 de julho de 2017     | Shamrock Rovers | 1 – 2     | Bohemians       | Tallaght Stadium | 4.534   |
| 2018      | 16 de fevereiro de 2018 | Bohemians       | 3 – 1     | Shamrock Rovers | Dalymount Park   | 3.640   |
| 2018      | 13 de abril de 2018     | Shamrock Rovers | 1 – 2     | Bohemians       | Tallaght Stadium | 4.512   |
| 2018      | 25 de maio de 2018      | Bohemians       | 1 – 1     | Shamrock Rovers | Dalymount Park   | 3.600   |
| 2018      | 17 de agosto de 2018    | Shamrock Rovers | 0 – 1     | Bohemians       | Tallaght Stadium | 4.150   |
| 2019      | 25 de fevereiro de 2019 | Bohemians       | 1 – 0     | Shamrock Rovers | Dalymount Park   | 3.594   |
| 2019      | 23 de abril de 2019     | Shamrock Rovers | 0 – 1     | Bohemians       | Tallaght Stadium | 6.414   |
| 2019      | 14 de junho de 2019     | Bohemians       | 2 – 1     | Shamrock Rovers | Dalymount Park   | 3.594   |
| 2019      | 30 de agosto de 2019    | Shamrock Rovers | 1 – 0     | Bohemians       | Tallaght Stadium | 7.021   |
| 2020      | 15 de fevereiro de 2020 | Bohemians       | 0 – 1     | Shamrock Rovers | Dalymount Park   | 3.580   |
| 2020      | 5 de setembro de 2020   | Shamrock Rovers | 1 – 0     | Bohemians       | Tallaght Stadium | 0       |
| 2021      | 23 de abril de 2021     | Shamrock Rovers | 1 – 2     | Bohemians       | Tallaght Stadium | 0       |
| 2021      | 21 de junho de 2021     | Bohemians       | 1 – 0     | Shamrock Rovers | Dalymount Park   | 0       |

### Copas
| Temporada | Data                    | Time da casa    | Resultado              | Time visitante  | Estádio          | Competição            |
| --------- | ----------------------- | --------------- | ---------------------- | --------------- | ---------------- | --------------------- |
| 1921/22   | 25 de fevereiro de 1922 | Bohemians       | 0 – 1                  | Shamrock Rovers | Dalymount Park   | FAI Cup               |
| 1923/24   | 5 de janeiro de 1924    | Bohemians       | 1 – 0                  | Shamrock Rovers |                  | FAI Cup               |
| 1924/25   | 3 de janeiro de 1925    | Bohemians       | 0 – 2                  | Shamrock Rovers |                  | FAI Cup               |
| 1925/26   | 9 de janeiro de 1926    | Bohemians       | 0 – 0                  | Shamrock Rovers |                  | FAI Cup               |
| 1925/26   | 16 de janeiro de 1926   | Shamrock Rovers | 2 – 2 Replay           | Bohemians       |                  | FAI Cup               |
| 1925/26   | 20 de janeiro de 1926   | Shamrock Rovers | 2 – 0 Replay 2         | Bohemians       |                  | FAI Cup               |
| 1928/29   | 18 de março de 1929     | Shamrock Rovers | 0 – 0                  | Bohemians       |                  | FAI Cup               |
| 1928/29   | 6 de abril de 1929      | Shamrock Rovers | 3 – 0 Replay           | Bohemians       |                  | FAI Cup               |
| 1973/74   | ?                       | Bohemians       | 1 – 1                  | Shamrock Rovers | ?                | League of Ireland Cup |
| 1974/75   | 6 de setembro de 1974   | Bohemians       | 0 – 2                  | Shamrock Rovers | ?                | League of Ireland Cup |
| 1978/79   | 22 de março de 1978     | Bohemians       | 2 – 0                  | Shamrock Rovers | Dalymount Park   | League of Ireland Cup |
| 1982/83   | 17 de setembro de 1982  | Shamrock Rovers | 1 – 2                  | Bohemians       | ?                | League of Ireland Cup |
| 1983/84   | 16 de setembro de 1983  | Bohemians       | 2 – 1                  | Shamrock Rovers | ?                | League of Ireland Cup |
| 1987/88   | 16 de setembro de 1987  | Shamrock Rovers | 3 – 0                  | Bohemians       | ?                | League of Ireland Cup |
| 1989/90   | ?                       | Shamrock Rovers | 1 – 1                  | Bohemians       | ?                | League of Ireland Cup |
| 2000/01   | 13 de abril de 2001     | Bohemians       | 1 – 0                  | Shamrock Rovers | Dalymount Park   | FAI Cup               |
| 2002/03   | 6 de outubro de 2002    | Shamrock Rovers | 2 – 0                  | Bohemians       | Tolka Park       | FAI Cup               |
| 2006      | 25 de agosto de 2006    | Shamrock Rovers | 0 – 0                  | Bohemians       | Tolka Park       | FAI Cup               |
| 2006      | 29 de agosto de 2006    | Bohemians       | 0 – 2                  | Shamrock Rovers | Dalymount Park   | FAI Cup               |
| 2007      | 7 de agosto de 2007     | Bohemians       | 1 – 0                  | Shamrock Rovers | Dalymount Park   | League of Ireland Cup |
| 2011      | 4 de julho de 2011      | Bohemians       | 2 – 1 (PRO)            | Shamrock Rovers | Dalymount Park   | Leinster Senior Cup   |
| 2012      | 12 de março de 2012     | Shamrock Rovers | 1 – 1 (PRO) PENS 6 – 5 | Bohemians       | Tallaght Stadium | Leinster Senior Cup   |
| 2014      | 28 de abril de 2014     | Shamrock Rovers | 3 – 0                  | Bohemians       | Tallaght Stadium | Leinster Senior Cup   |
| 2014      | 4 de agosto de 2014     | Bohemians       | 0 – 2                  | Shamrock Rovers | Dalymount Park   | League of Ireland Cup |
| 2015      | 2 de outubro de 2015    | Bohemians       | 0 – 0 (PRO) PENS 2 – 4 | Shamrock Rovers | Dalymount Park   | Leinster Senior Cup   |
| 2017      | 17 de abril de 2017     | Shamrock Rovers | 3 – 1                  | Bohemians       | Tallaght Stadium | League of Ireland Cup |
| 2019      | 27 de setembro de 2019  | Bohemians       | 0 – 2                  | Shamrock Rovers | Dalymount Park   | FAI Cup               |

### Estatisticas
- Desde a temporada 1921/1922

| Competição            | Vitórias do Bohemians | Empates | Vitórias do Shamrock Rovers |
| --------------------- | --------------------- | ------- | --------------------------- |
| League of Ireland     | 28                    | 22      | 24                          |
| FAI Cup               | 2                     | 4       | 7                           |
| League of Ireland Cup | 5                     | 2       | 3                           |
| Leinster Senior Cup   | 1                     | 2       | 1                           |